# جون إي. ثورمان
جون إي. ثورمان هو سياسي أمريكي، ولد في 6 مايو 1919، وتوفي في يوليو 1983.